# Chirpy Chirpy Cheep Cheep
Chirpy Chirpy, Cheep Cheep es una canción compuesta en 1970 por Lally Stott, y popularizada en 1971 por la banda británica Middle of the Road, cuya versión alcanzó el número uno en las listas de éxitos del Reino Unido. Así mismo, la grabación de Middle of the Road es uno de los menos de cincuenta sencillos que han vendido más de diez millones de copias físicas en todo el mundo.

## Historia
La grabación original de la canción de Lally Stott se publicó por primera vez en septiembre de 1970 en Italia, donde el compositor vivía desde hacía varios años, y donde se convirtió en un éxito, entrando en el Top 20 de las listas a principios de octubre. La compañía discográfica, Philips, se mostró reacia a editarlo en el extranjero y se lo ofreció a otros dos grupos: el grupo de folk-pop escocés Middle of the Road, que trabajaba en Italia en ese momento, y el dúo de hermanos de Trinidad, Mac & Katie Kissoon. Philips finalmente lanzó la versión de Stott en otros lugares y encabezó las listas en Australia y Rhodesia, además de llegar al Top Ten en Sudáfrica. No fue un éxito en Estados Unidos, aunque alcanzó el puesto 92 en el Billboard Hot 100, algo que Middle of the Road nunca logró. 
Middle of the Road lanzó su versión en octubre de 1970 en Italia, aunque no llegó a las listas allí. Sin embargo, sí lo fue en el resto de Europa, donde encabezó las listas de países como Suecia, Dinamarca, Bélgica, Reino Unido o España. La versión de Mac y Katie Kissoon, lanzada en mayo de 1971, tuvo éxito en Norteamérica, alcanzando el puesto 20 en el Billboard Hot 100 de Estados Unidos y el número 10 en la lista canadiense de RPM.
En su momento, la canción fue rechazada por la crítica, que la calificó como bubblegum pop, opinión inicialmente sostenida por el líder de la banda, Ken Andrew: "Estábamos tan disgustados con la idea de grabarlo como a la mayoría de la gente con la idea de comprarlo. Pero al final, nos gustó".
En 2006, "Chirpy Chirpy Cheep Cheep" encabezó una lista de canciones involuntariamente espeluznantes en The Observer. A pesar de su atractivo popular y su coro, la canción trata sobre el abandono infantil.

## Posicionamiento en listas

### Versión de Lally Stott
| Listas (1970–71)                    | Posicionamiento en lista |
| ----------------------------------- | ------------------------ |
| Australia (Kent Music Report)       | 1                        |
| Italia (Discografia Internazionale) | 11                       |
| Italia (Musica e dischi)            | 11                       |
| Países Bajos (Dutch Top 40)         | 8                        |
| Países Bajos (Mega Single Top 100)  | 15                       |
| Sudáfrica (Springbok)               | 9                        |
| Estados Unidos (Billboard Hot 100)  | 92                       |

### Versión de Middle of the Road
| Listas (1971)                                    | Posicionamiento en lista |
| ------------------------------------------------ | ------------------------ |
| Australia (Kent Music Report)                    | 2                        |
| Austria (Ö3 Austria Top 40)                      | 2                        |
| Bélgica (Flandes) (Ultratop 50)                  | 1                        |
| Bélgica (Valonia) (Ultratop 50)                  | 1                        |
| Dinamarca (IFPI)                                 | 1                        |
| Finlandia (Suomen virallinen lista)              | 3                        |
| Irlanda (IRMA)                                   | 1                        |
| Israel (Galei Tzahal)                            | 1                        |
| Países Bajos (Dutch Top 40)                      | 2                        |
| Países Bajos (Mega Single Top 100)               | 2                        |
| Malasia (Rediffusion)                            | 2                        |
| México (Radio Mil)                               | 3                        |
| Nueva Zelanda (Listener)                         | 8                        |
| Singapur(Rediffusion)                            | 2                        |
| España (Promusicae)                              | 1                        |
| Suecia (Kvällstoppen)                            | 1                        |
| Suiza (Schweizer Hitparade)                      | 1                        |
| Reino Unido (Official Charts Company)            | 1                        |
| Alemania Occidental (Offizielle Deutsche Charts) | 2                        |

### Ventas
| País        | Ventas     |
| ----------- | ---------- |
| Bélgica     | 178,000    |
| Alemania    | 1,000,000  |
| Reino Unido | 500,000    |
| Europa      | 4,000,000  |
| Mundo       | 10,000,000 |

### Versión Mac and Katie Kissoon
| Listas (1971)                         | Posicionamiento en lista |
| ------------------------------------- | ------------------------ |
| Canadá (RPM Top Singles)              | 10                       |
| Reino Unido (Official Charts Company) | 41                       |
| Estados Unidos (Billboard Hot 100)    | 20                       |
| Estados Unidos (Adult Contemporary)   | 10                       |
| Estados Unidos Cash Box Top 100       | 18                       |